# McQuade, der Wolf
McQuade, der Wolf (Originaltitel: Lone Wolf McQuade) ist ein US-amerikanischer Actionfilm von Steve Carver aus dem Jahr 1983.

## Handlung
J. J. McQuade ist Texas Ranger. Der Einzelgänger wird als einsamer Wolf bezeichnet. Seine Tochter Sally wird von seiner Exfrau aufgezogen. Anfangs kämpft er gegen mexikanische Pferdediebe und besiegt sie im Alleingang, nachdem sie einige Polizisten gefangen genommen hatten, die sie verhaften wollten.
Danach kommt er gerade noch rechtzeitig zur Verabschiedung seines Partners und einzigen Freundes Dakota in den Ruhestand. McQuade bekommt von seinem Captain als neuen Partner Kayo, einen der Männer, die er als Geisel der Pferdediebe befreit hatte. McQuade lehnt dieses zunächst mit der Begründung, er arbeite allein, ab und verlässt wütend das Büro.
Als seine Tochter Zeugin eines Raubüberfalls auf einen Transport der US Army wird, erschießen die Verbrecher ihren Freund und verletzen sie. Kayo hatte jedoch, bevor das Federal Bureau of Investigation (FBI) die Ermittlungen übernommen hat, einen Lieferschein eingesteckt. Über diesen finden McQuade und Kayo heraus, dass es sich um einen Waffentransport handelte.
McQuade forscht weiter, obwohl das FBI die Ermittlungen führt. Über einen Kriminellen, den er verbotenerweise verhört, bekommt er Informationen, wer hinter dem Überfall stecken könnte. Noch während McQuade dem nachgeht, wird der Informant erschossen. Außerdem wird auch Dakota getötet, der den Verdächtigen bewacht hatte.
Als Folge des Tods Dakotas, wird McQuade in Urlaub geschickt. Doch der FBI-Agent Jackson holt sich McQuades Hilfe, um ein in der Wüste verstecktes Waffendepot zu finden. Dabei findet McQuade heraus, dass Rawley Wilkes – ein zwielichtiger Geschäftsmann – hinter den Überfällen steckt. Schließlich wird McQuades Tochter von Wilkes entführt. Dessen Ex-Boss verrät McQuade jedoch, wo sie gefangen gehalten wird und McQuade, sein Partner und Jackson fahren nach Mexiko, um sie zu befreien.
Sie finden Sally, werden aber entdeckt. Es kommt zum Showdown mit einem Nahkampf zwischen McQuade und dem Kung-Fu Master Wilkes. Wilkes feuert schließlich mit einem Maschinengewehr auf McQuade, trifft aber Lola, Vorzeigefrau von Wilkes und die Geliebte von McQuade, die sich in die Kugel wirft. Wilkes versucht zu fliehen, aber McQuade wirft eine Handgranate auf ihn.
In der letzten Szene wird McQuade, der gerade seiner Exfrau und Tochter beim Umzug helfen will, von Kayo abgefangen, der ihm von einer Geiselnahme in einer Bank berichtet. Obwohl er im Urlaub ist, eilt er zum Ärger seiner Exfrau zum neuen Einsatz.

## Kritiken
Roger Ebert verglich den Film in der Chicago Sun-Times vom 18. April 1983 mit den 20 Jahre zuvor produzierten Italowestern-Filmen. Sie seien keine großartigen Filme, würden jedoch „Präsenz, Stil und Energie“ aufweisen. Der Film sei ein Actionfilm, ohne sich dafür zu rechtfertigen („This is an action movie. It makes no apology for that.“). Er biete Chuck Norris den für ihn richtigen Charakter.

## Hintergrund
Der Film wurde in Texas gedreht. Bei Produktionskosten von rund 5 Millionen US-Dollar spielte er in US-Kinos etwa 12,2 Millionen US-Dollar ein. In Deutschland wurde der Film von mehr als 1 Million Zuschauern gesehen.
Die Produktionskosten wurden von privaten Investoren sowie einer Produktionsfirma, die Aaron und Chuck Norris gehört, getragen. Aaron Norris war zudem noch als Stunt-Koordinator an dem Film beteiligt. Ein großes Filmstudio zeigte kein Interesse an der Realisierung des Stoffes. Den Kinoverleih übernahm Orion Pictures Corporation.
Die Regie übernahm Steve Carver, der 1981 bereits Der Gigant mit Chuck Norris in der Hauptrolle inszeniert hatte.